# زوریان
زوریان(زبان ارمنی: Զորյան), یکی از نام‌های خانوادگی رایج در میان ارمنیان می‌باشد.
- استپان زوریان (زاده ۱۸۶۷ (میلادی))، انقلابی
- استپان زوریان (زاده ۱۸۸۹ (میلادی))، نویسنده، و مترجم

## منبع
- Հովակիմյան, Բախտիար (2005). Հայոց ծածկանունների բառարան (PDF). Երևան: ԵՊՀ հրատ.